# Kleiner Kulm (Oberpfalz)

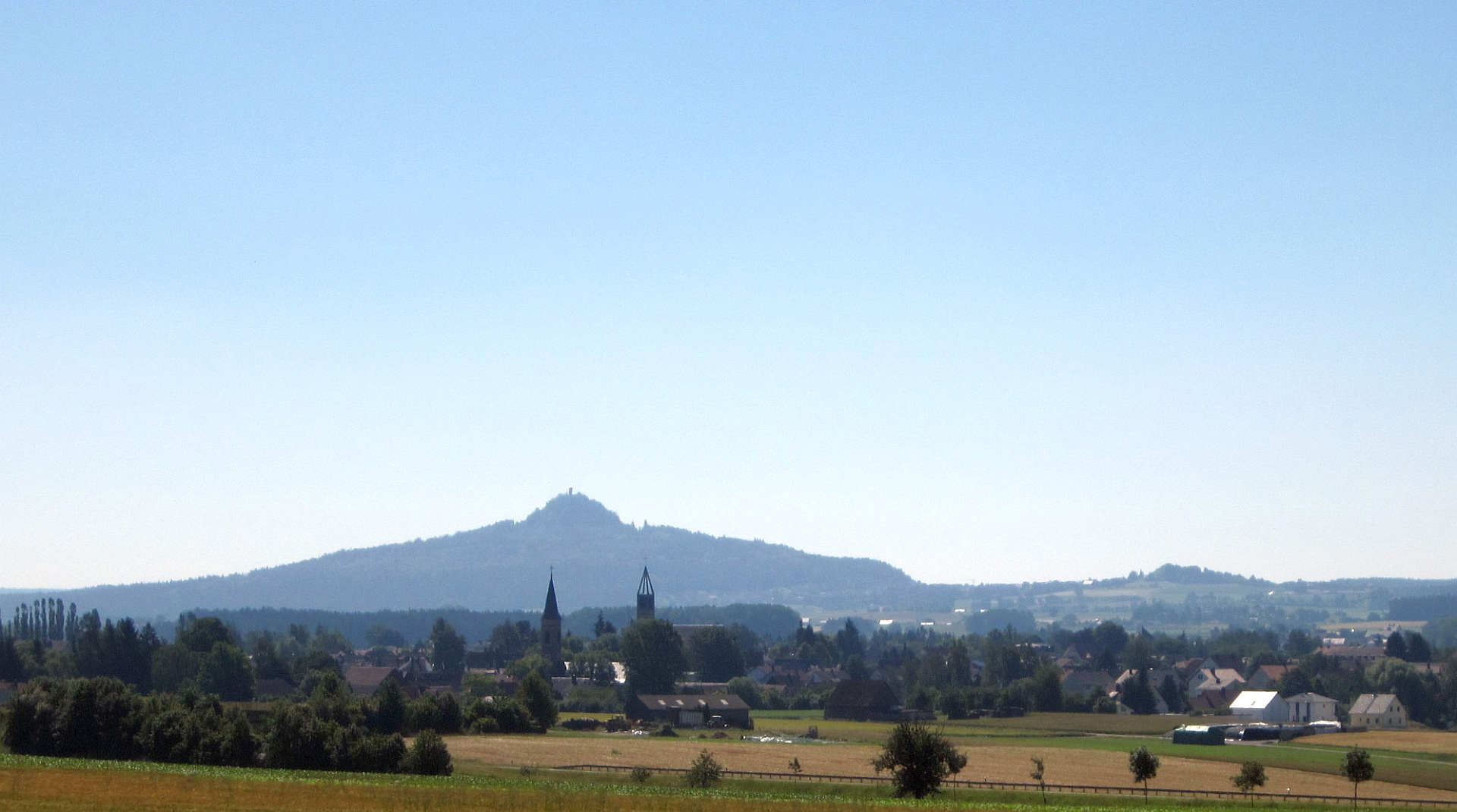
Der Kleine Kulm rechts des Rauhen Kulm

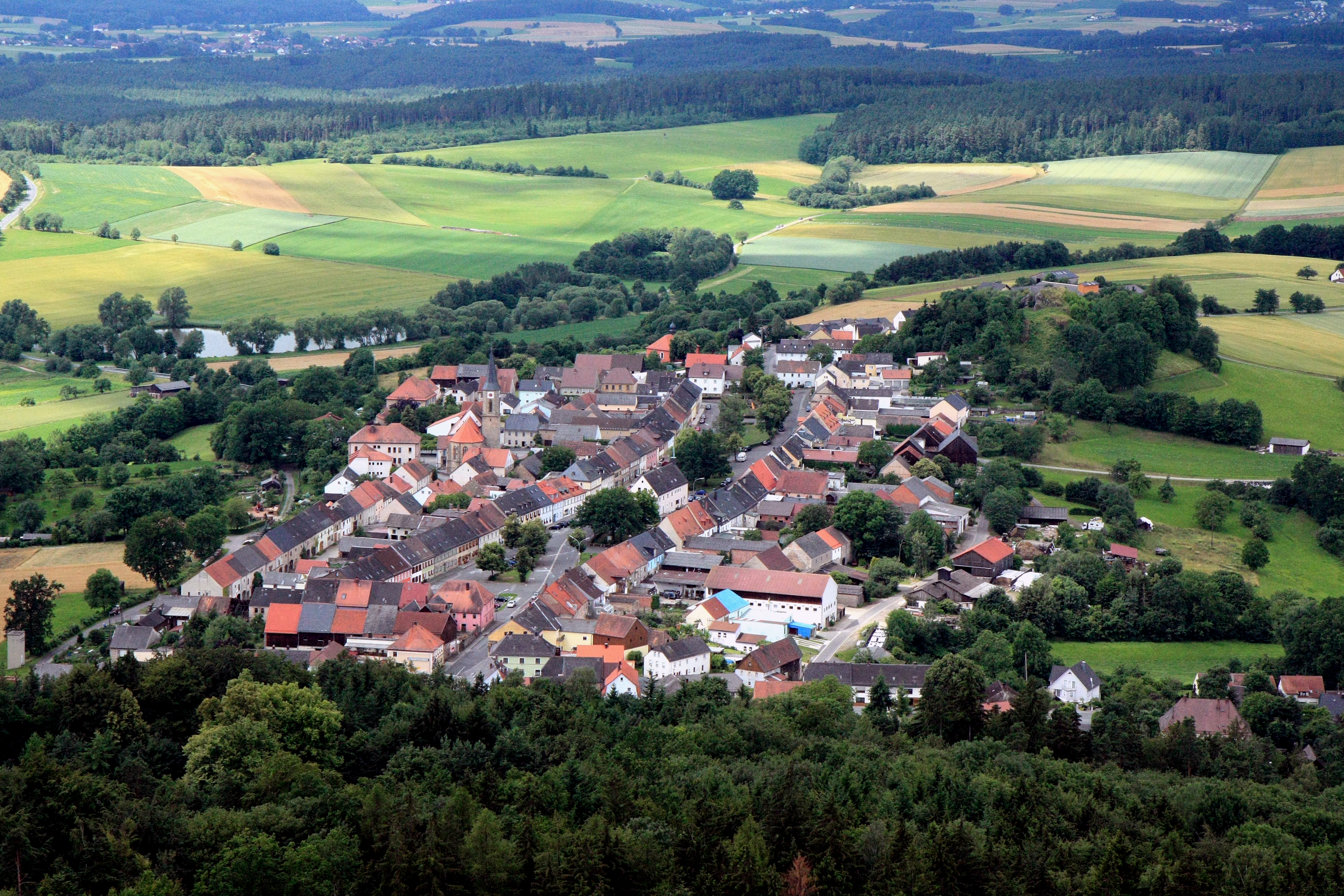
Ortsbild mit Kleinem Kulm

Der Kleine Kulm ist ein Berg in der oberpfälzischen Gemeinde Neustadt am Kulm im Landkreis Neustadt an der Waldnaab in Bayern.
Der Vulkanschlot aus dem Tertiär besteht aus Basaltgestein mit einer Ummantelung aus Tuff. Er liegt nahe dem Rauhen Kulm und dem Kühhübel, die ebenfalls vulkanischen Ursprungs sind. Seine natürliche Form ist nicht mehr erhalten, da der Basalt größtenteils als Baumaterial abgebaut wurde, vorhanden ist nur noch der Tuffmantel. Das Alter des Kleinen Kulms beträgt etwa 22 Millionen Jahre, die Höhe 563 m ü. NHN.
Zwischen dem Kleinen Kulm und dem Rauhen Kulm befindet sich die Stadt Neustadt am Kulm, was sich in deren Stadtwappen widerspiegelt. Kulm bezeichnet in den slawischen Sprachen allgemein einen Hügel beziehungsweise einen Berg. Im Volksmund wird für den Kleinen Kulm die Bezeichnung Schlechter Kulm synonym verwendet.

Eine detaillierte Darstellung seiner historischen Bedeutung und der Besiedlung der Kulme vor der Gründung der Stadt bietet der 

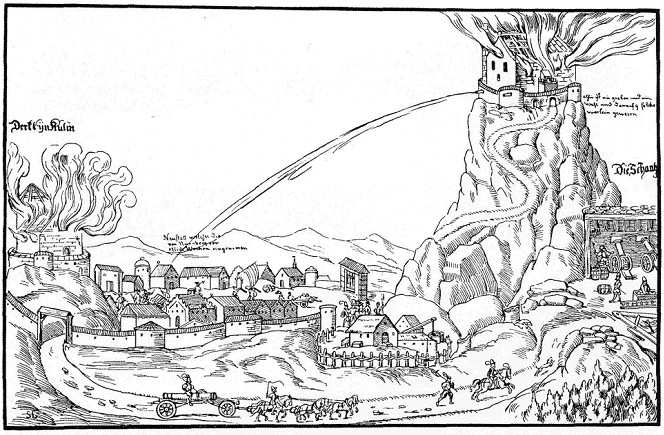
Holzschnitt von 1554 mit der Burg auf dem Kleinen Kulm

Im Mittelalter befanden sich auf beiden Bergen Burgen: Der Burgstall Rauhenkulm auf dem Rauhen Kulm und der Burgstall Schlechtenkulm auf dem Kleinen Kulm. Als Neustadt im Jahr 1462 während des Fürstenkriegs in Brand gesetzt wurde, flüchteten seine Bürger in die Burg auf dem Kleinen Kulm, die unversehrt blieb.

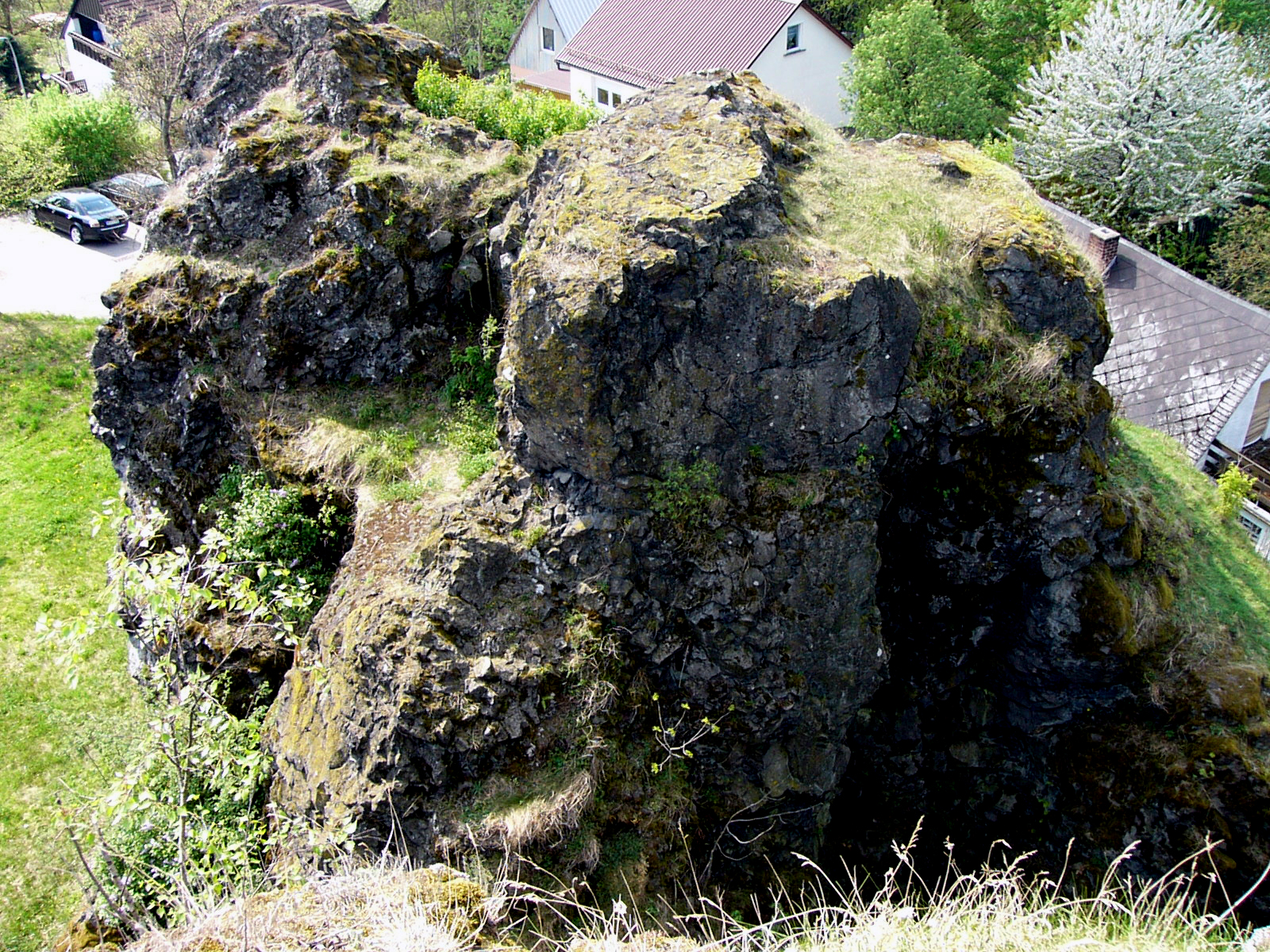
Gesteinsformation

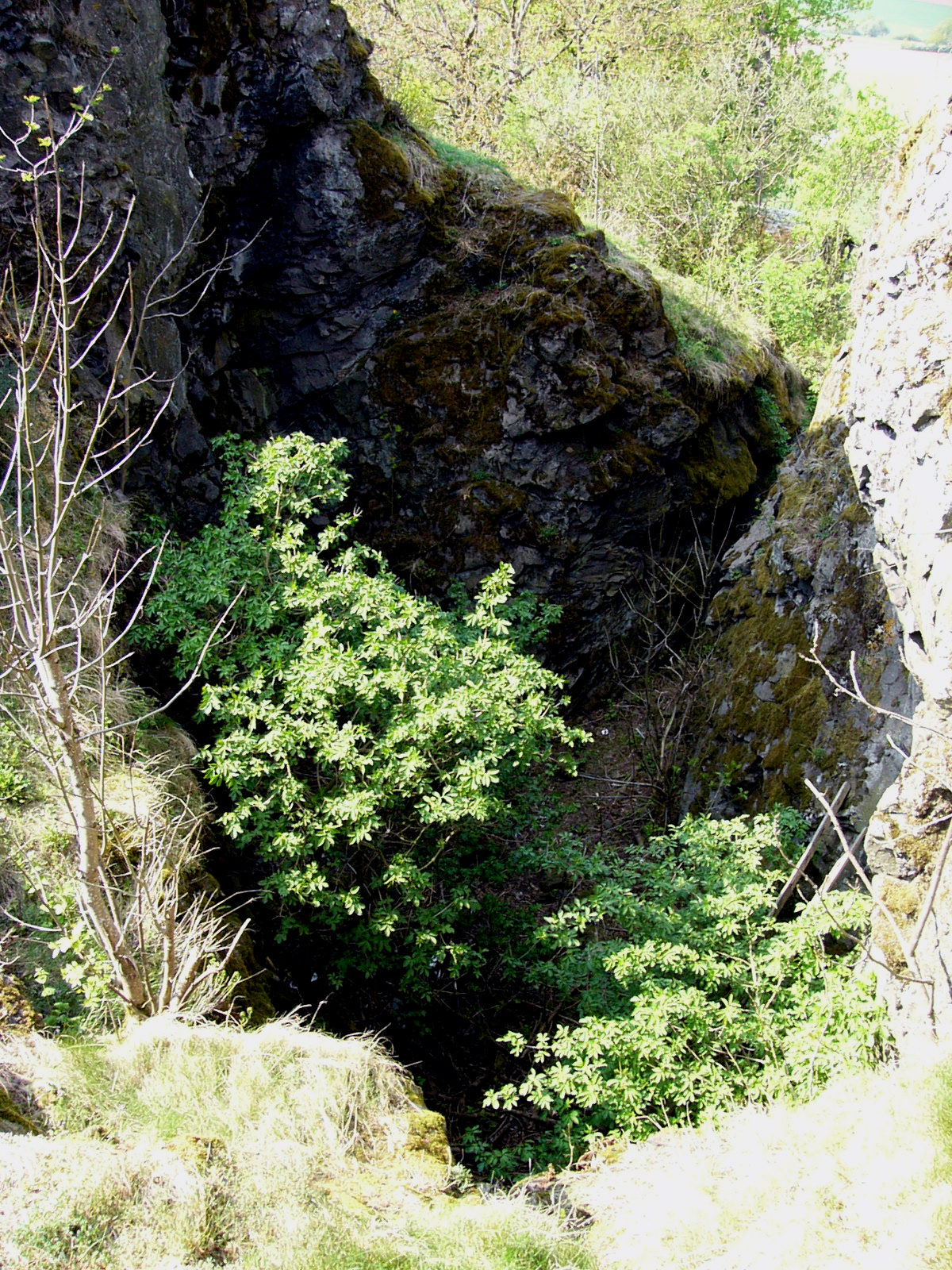
Kraterähnlicher Einschnitt

In Erinnerung an seine Herkunft aus der nördlichen Oberpfalz formulierte der Historiker, Geograf, Theologe und Professor Georg Horn in seinem Werk Orbis Politicus im Jahr 1668 über den Rauhen Kulm: „Im Mittelpunkt Deutschlands steht er, alle Berge weit und breit überragend, gewissermaßen ein Weltwunder“ und fährt in Bezug auf den Kleinen Kulm und den Rauhen Kulm fort, dass sie „nur in Arabien, im Sinai und Horeb ihresgleichen finden“.
Der Vulkanschlot ist vom Bayerischen Landesamt für Umwelt als wertvolles Geotop und Naturdenkmal ausgewiesen.
Seit dem Jahr 2010 organisiert der Obst- und Gartenbauverein jährlich im Oktober den „Almabtrieb“ der Ziegen vom Kleinen Kulm. Während der erste Almabtrieb im Jahr 2010 etwa 100 Besucher verzeichnete, strömten im Jahr 2017 über 1500 Menschen in die Stadt. Nicht zuletzt wegen seiner Einmaligkeit in der Gegend entwickelte sich der Almabtrieb zu einem Event für die gesamte Region mit zahlreichen Ständen auf dem Marktplatz der Kulmstadt. Das Spektakel begleitete im Jahr 2012 auch ein Fernsehteam des Bayerischen Rundfunks.